# 合果芋
合果芋（Syngonium podophyllum）也作长柄合果芋、紫梗芋、箭叶芋、剪叶芋、丝素藤，是一种多年生藤本植物，属于天南星科合果芋属，叶呈长椭圆形、箭形或戟形，绿色。成年植株有3-9掌状裂，深绿色，较厚，常生有各种白色斑纹。性喜高温多湿和半阴环境，原产于热带美洲地区，现作为一种观叶植物在世界各地广泛栽培。

## 品種
- Syngonium podophyllum "Pixie"- 绿精灵合果芋
- Syngonium podophyllum "Silky" - 白葉合果芋
- Syngonium podophyllum "White Butterfly" - 白蝴蝶合果芋

## 圖片

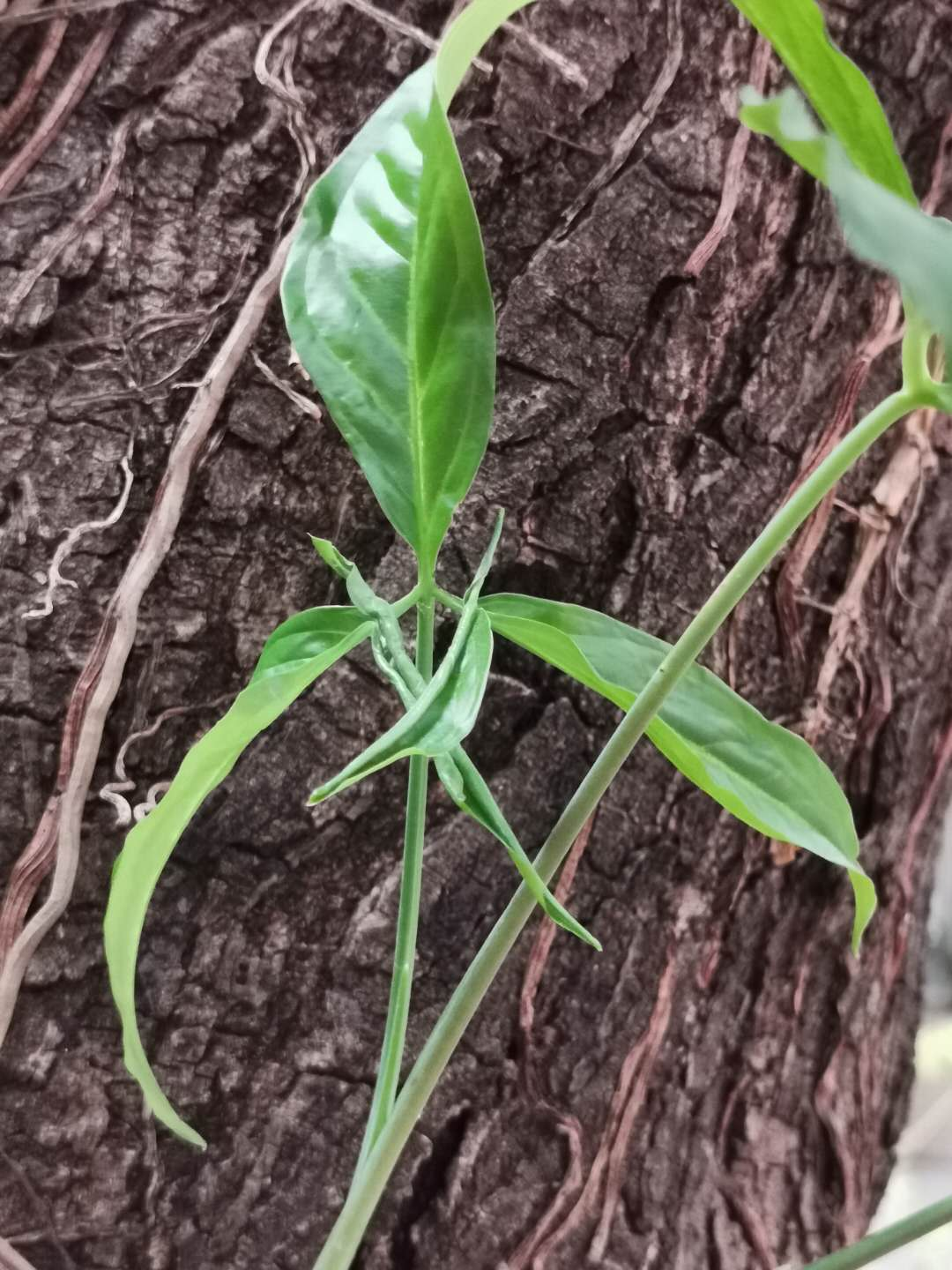
裂片尚未展開之合果芋新葉
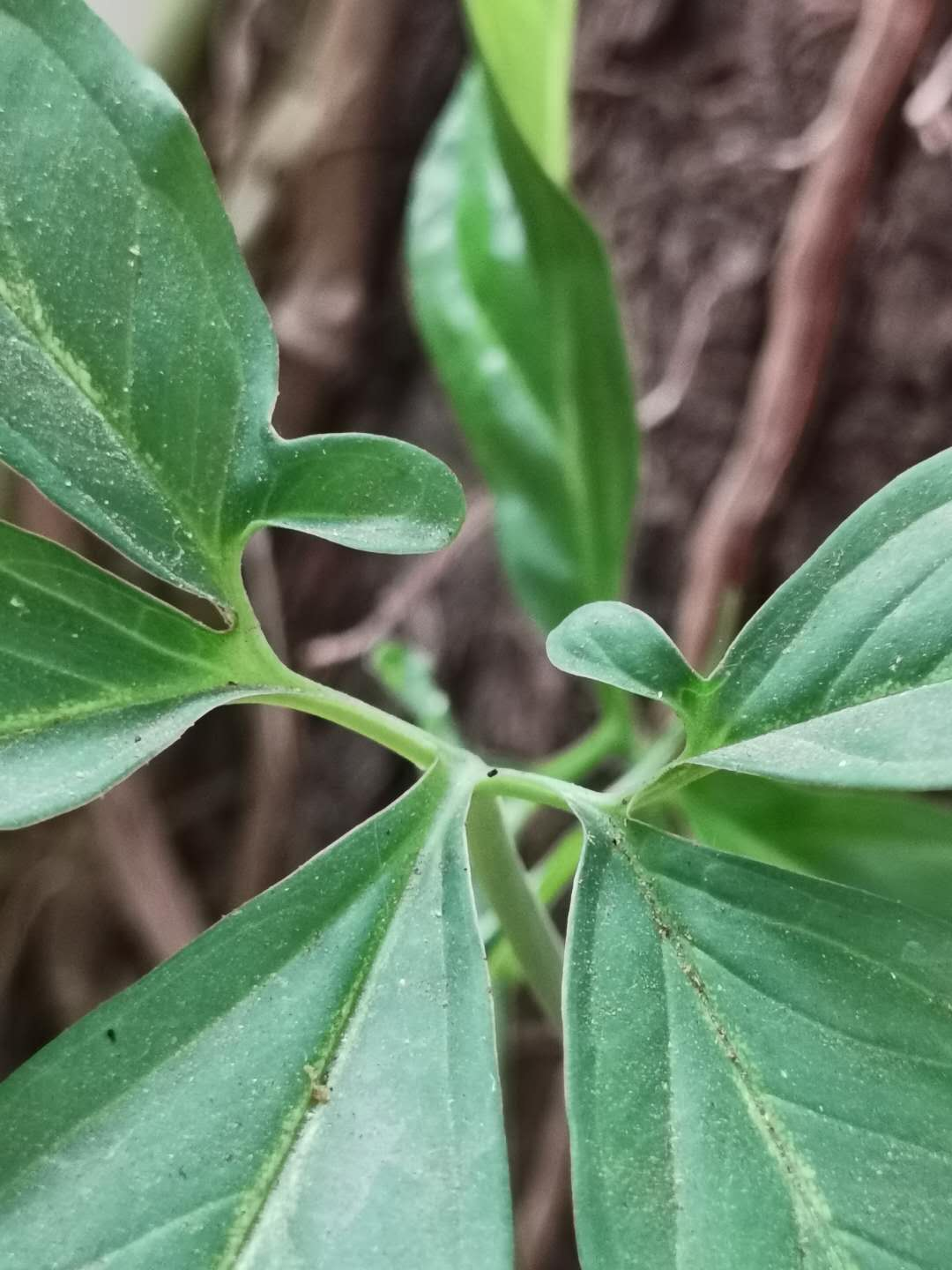
成長中之合果芋裂片
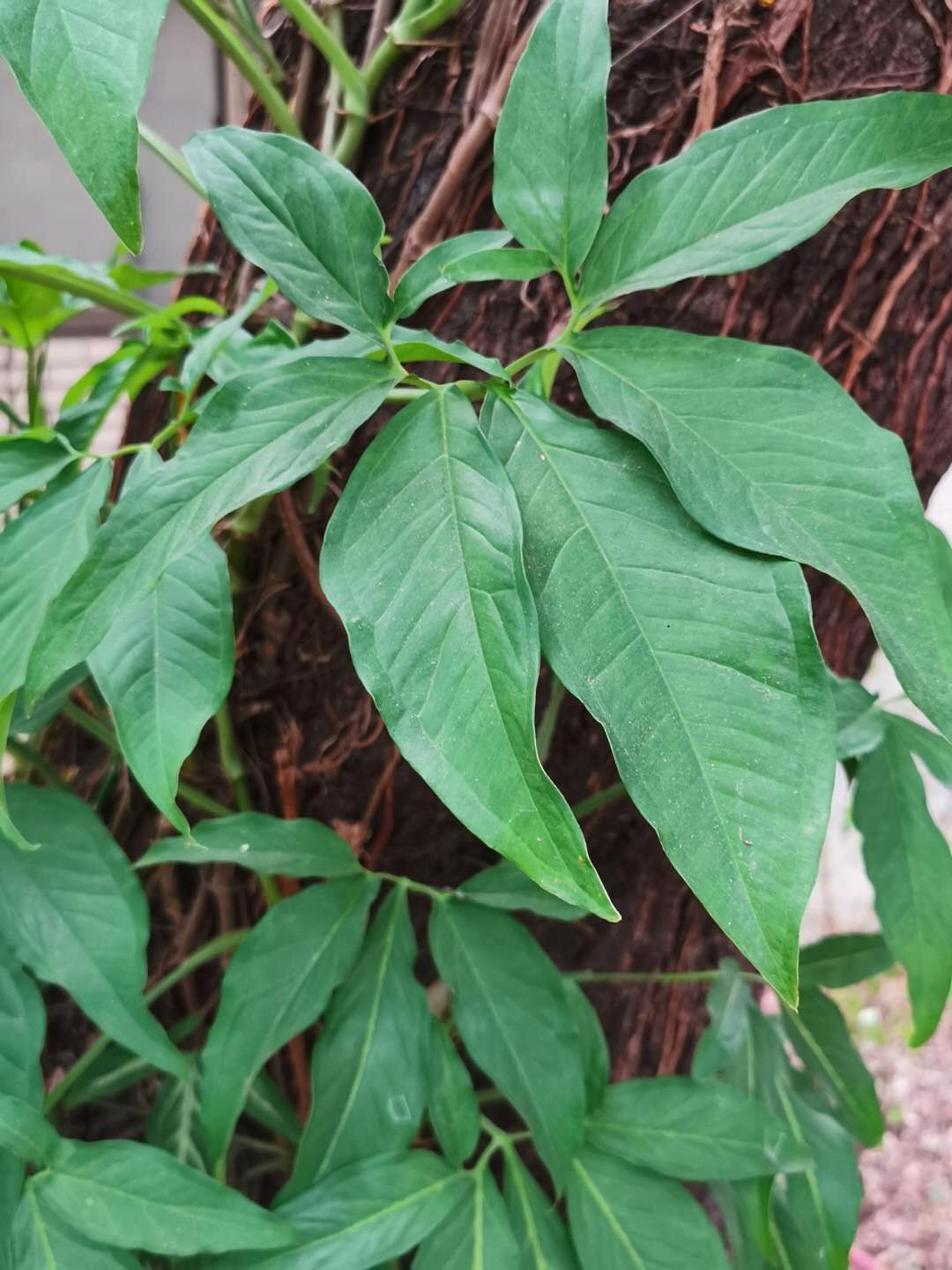
同一合果芋，圖上方葉片8裂下方4裂
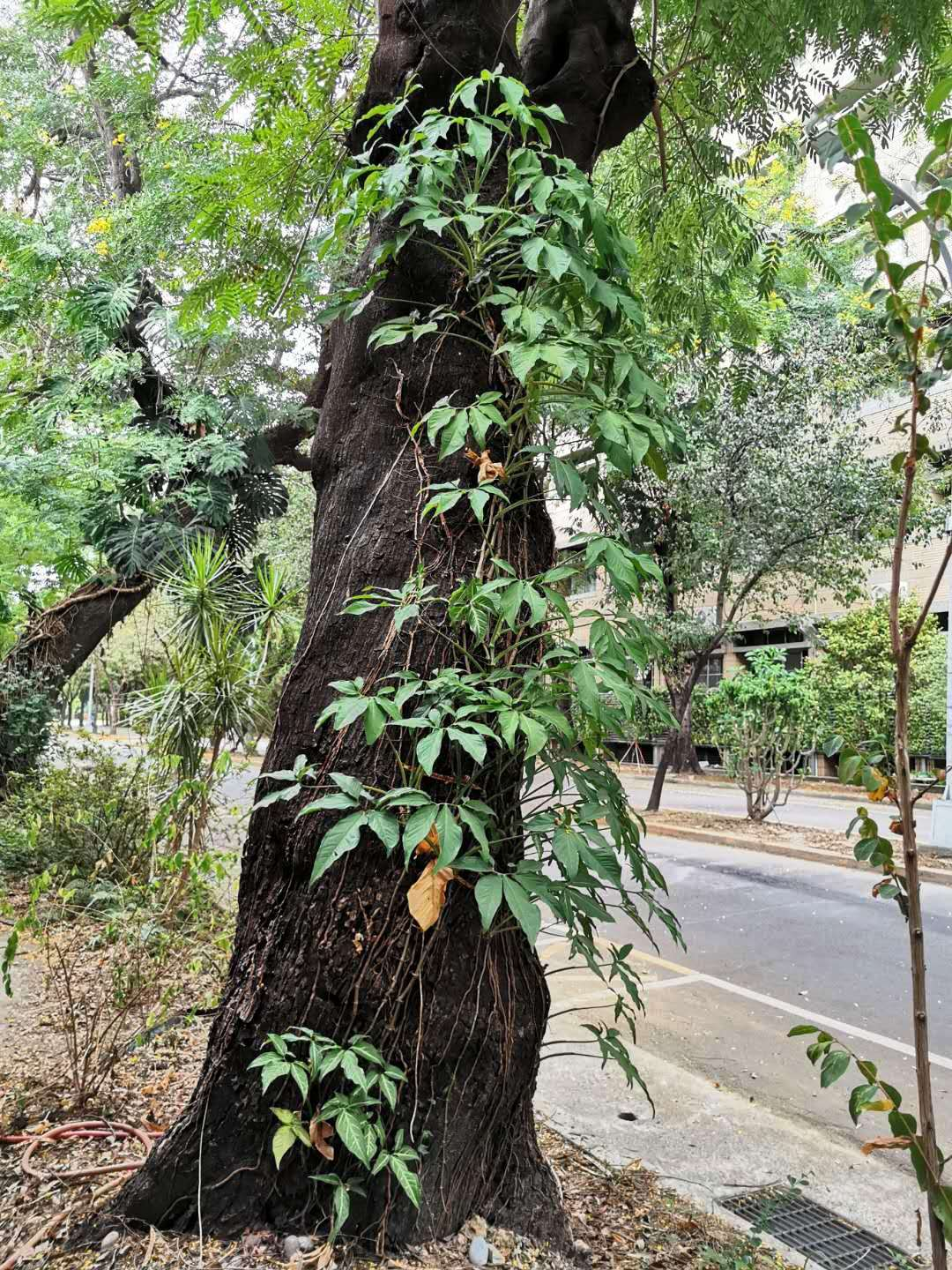
合果芋習於攀附生長